# Phare du cap Spartel
 (août 2024).
Pour les articles homonymes, voir Spartel.
Le phare du cap Spartel est un phare situé sur le cap Spartel, au nord-ouest de la ville de Tanger (Région de Tanger-Tétouan-Al Hoceïma - Maroc).
Il est géré par l'autorité portuaire et maritime au sein du Ministère de l'équipement, du transport, de la logistique et de l'eau.

## Histoire
La construction d’un phare sur la rive africaine du détroit de Gibraltar fut décidée après le naufrage en 1860, au large de Tanger, de la frégate-école Dona Isabel, qui vit périr 250 jeunes cadets de la Marine brésilienne. Dès 1861, le Maroc et l’Espagne s’étaient accordés pour organiser la sécurité maritime à l’ouest du détroit de Gibraltar et la construction de ce phare en était une des priorités. Les Anglais, les Américains et les Français étaient également intéressés par le projet, perçu comme un élément devant favoriser le développement du commerce entre les colonies et l’Europe, comme l’ouverture du programme de percement du canal de Suez et la présence militaire britannique à Gibraltar.
Le phare a été commandé par le Sultan Mohammed ben Abderrahmane à l'ingénieur français Léonce Reynaud et construit, à partir de 1861, par le service des Ponts et Chaussées de France. L'entreprise de Louis Sautter soumissionne le 16 mars 1863 pour la fourniture de l'équipement optique du phare. Le phare est entré en service en 1864, pour marquer, à l'ouest, l'entrée du Détroit de Gibraltar. L'édifice a un caractère architectural mauresque : une tour carrée, avec galerie crénelée et lanterne, de 24 m de haut, attenante à une maison de gardiens de deux étages. Toutes les pièces ouvrent sur une cour intérieure. La tour et le bâtiment sont couleur chamois, avec des décors en briques rouges, et la lanterne est en métal gris.

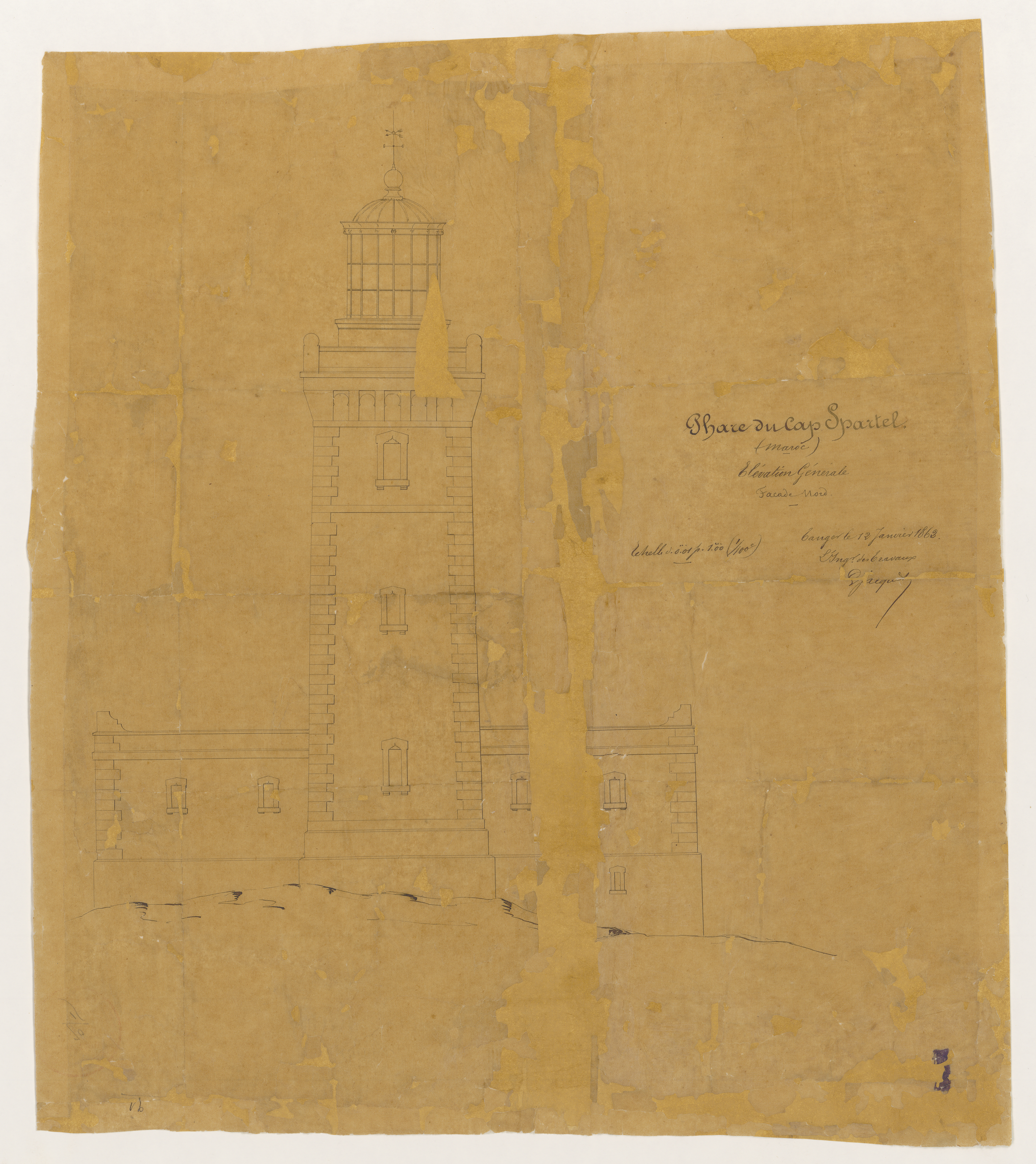
Phare du Cap Spartel - élévation 1863

Le phare de Cap Spartel se situe au cap du même nom, qui se trouve à environ 14 kilomètres à l’ouest de Tanger. Ce site marque l'endroit où la Méditerranée et l’Atlantique mélangent leurs eaux. C’est l’un des plus grands phares d’Afrique, qui marque l’entrée sud du Détroit de Gibraltar du côté de l’Atlantique. En droit international, la longitude du phare du cap Spartel (5° 55’ O) est reconnue comme la limite ouest de la Mer Méditerranée. Il sera maintenu en service pendant la période coloniale par un consortium de puissances occidentales. Actuellement, il est l'une des attractions touristiques les plus connues du Nord-Maroc.
Le phare de Cap Spartel a été mis en service le 15 octobre 1864, et modernisé techniquement en 1931. En 2014, le Maroc a fêté ses 150 ans. Il est visitable par arrangement avec les gardiens.
Identifiant : ARLHS : MOR003 - Amirauté : D2510 - NGA : 22896 .

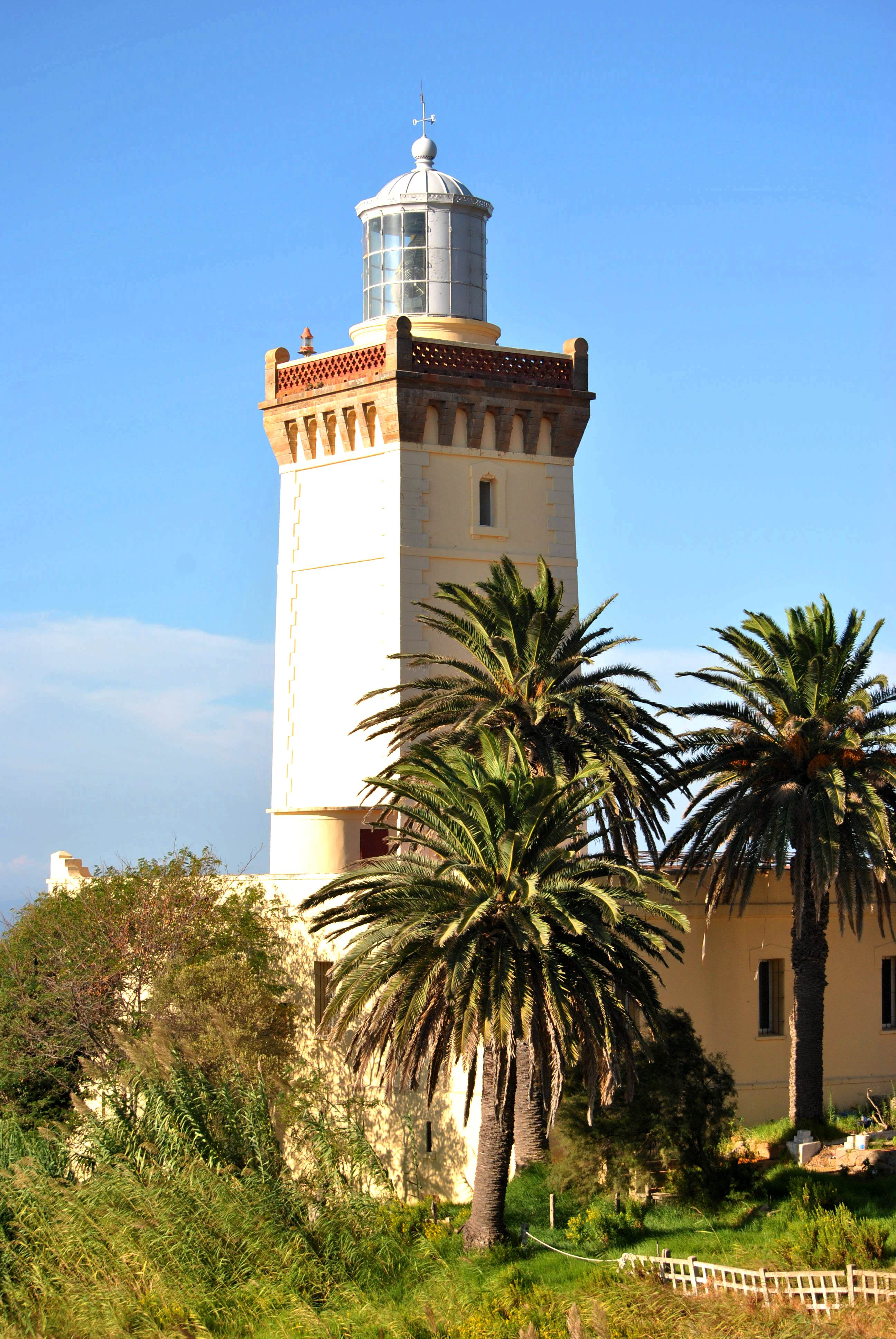
Le phare
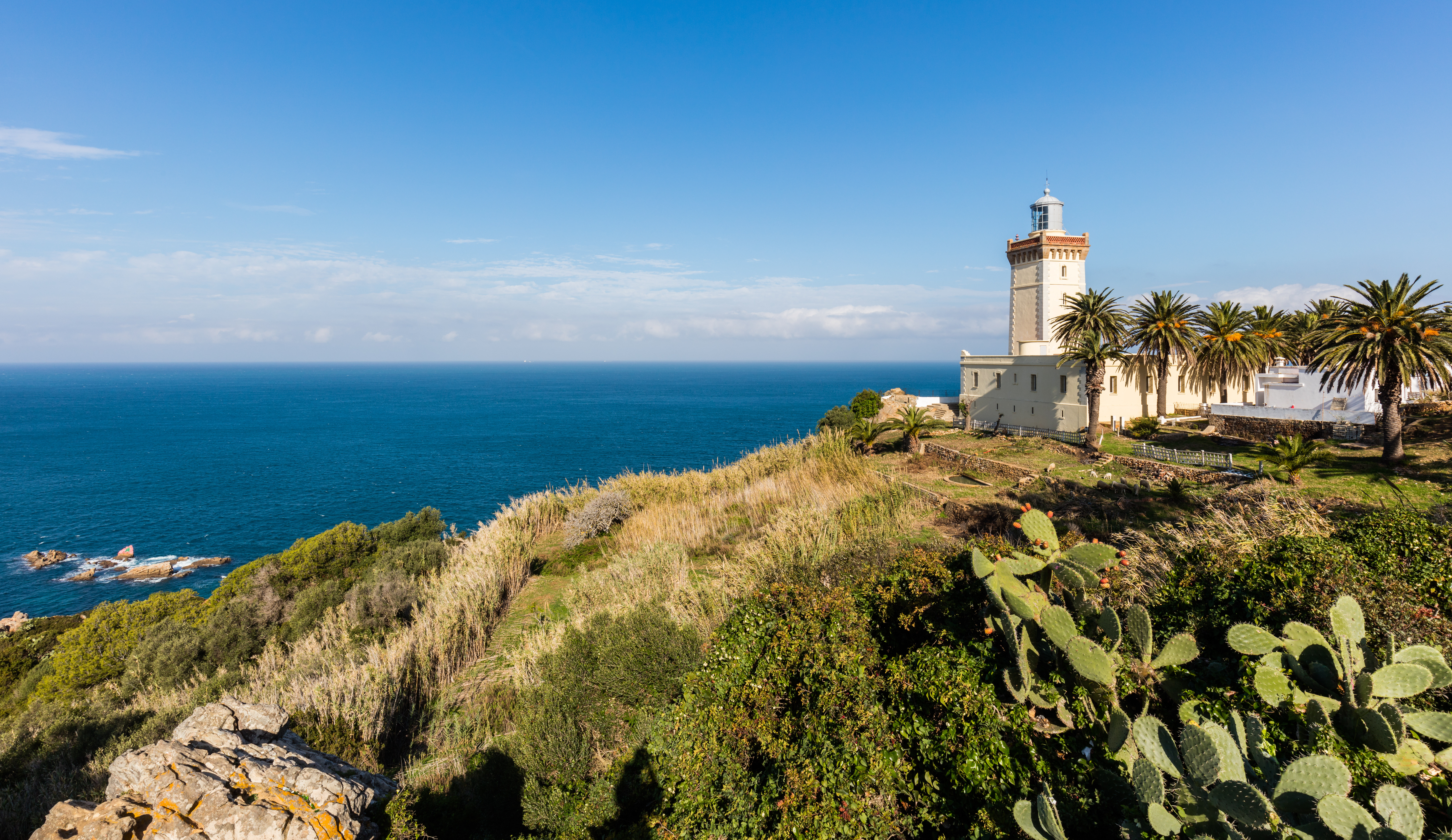
Cap Spartel